# Браганса
Брага́нса (порт. Bragança; МФА: [bɾɐ.ˈgɐ̃.sɐ]) — муніципалітет і місто в Португалії, в окрузі Браганса. Адміністративний центр округу.  Розташований у північно-східній частині країни, на теренах історичної португальської провінції Трансмонтана. Належить до Брагансько-Мірандської діоцезії Католицької церкви в Португалії. Права міського самоврядування має з 1187 року. Поділяється на 49 парафій. За адміністративним поділом, чинним до 1976 року, був складовою провінції Трансмонтана і Верхнє Дору. Площа муніципалітету — 1173,57 км², населення муніципалітету — 35341 ос. (2011); густота населення — 30,11 осіб/км²
. Патрон — Діва Марія. Святковий день муніципалітету — 22 серпня. Поштовий індекс — 5300.  Код місцевої адміністративної одиниці — 0402. Складова статистичного регіону Північ. Центр Браганського єпископства.

## Географія
Браганса розташована на північному сході Португалії, на півночі округу Браганса, на португальсько-іспанському кордоні.
Місто розташоване за 400 км на північний схід від столиці Португалії міста Лісабона.
Браганса межує на півночі з Іспанією, на південному сході — з муніципалітетом Віміозу, на південному заході — з муніципалітетом Маседу-де-Кавалейруш, на заході — з муніципалітетом Віняйш.

### Клімат
Місто знаходиться у зоні, котра характеризується середземноморським кліматом. Найтепліший місяць — липень із середньою температурою 21.3 °C (70.3 °F). Найхолодніший місяць — січень, із середньою температурою 4.4 °С (39.9 °F).
| Клімат Браганси         | Клімат Браганси | Клімат Браганси | Клімат Браганси | Клімат Браганси | Клімат Браганси | Клімат Браганси | Клімат Браганси | Клімат Браганси | Клімат Браганси | Клімат Браганси | Клімат Браганси | Клімат Браганси | Клімат Браганси |
| Показник                | Січ.            | Лют.            | Бер.            | Квіт.           | Трав.           | Черв.           | Лип.            | Серп.           | Вер.            | Жовт.           | Лист.           | Груд.           | Рік             |
| Абсолютний максимум, °C | 17,4            | 20,4            | 25,7            | 28,1            | 31              | 36,4            | 38,8            | 38,4            | 37,7            | 30,6            | 22,4            | 18,8            | 38,8            |
| Середній максимум, °C   | 8,5             | 11,1            | 14,3            | 15,6            | 19,1            | 24,3            | 28,5            | 28,5            | 24,8            | 18,1            | 12,8            | 9,4             | 17,9            |
| Середня температура, °C | 4,4             | 6,2             | 8,6             | 10,2            | 13,4            | 17,9            | 21,3            | 21,1            | 18,1            | 12,8            | 8,2             | 5,5             | 12,3            |
| Середній мінімум, °C    | 0,3             | 1,3             | 2,9             | 4,7             | 7,8             | 11,4            | 14              | 13,7            | 11,5            | 7,5             | 3,6             | 1,7             | 6,7             |
| Абсолютний мінімум, °C  | −11,4           | −11,6           | −6              | −5,1            | −1,4            | 3,4             | 4,4             | 4,4             | 1,4             | −3,8            | −5,3            | −7,1            | −11,6           |
| Норма опадів, мм        | 95.8            | 75              | 44.3            | 62.1            | 70              | 38.7            | 19.6            | 18.4            | 45              | 84.8            | 86              | 118.6           | 758.3           |
| Днів з опадами          | 14,1            | 12              | 10,6            | 13,9            | 14              | 8,3             | 5,4             | 4,3             | 7,6             | 12,3            | 12,6            | 15              | 130,1           |
| Днів з дощем            | 11              | 11              | 11              | 7               | 7               | 4               | 1               | 1               | 4               | 7               | 9               | 11              | 62              |
| Вологість повітря, %    | 86              | 79              | 75              | 68              | 65              | 62              | 56              | 54              | 73              | 74              | 81              | 82              | 71              |
| ----------------------- | --------------- | --------------- | --------------- | --------------- | --------------- | --------------- | --------------- | --------------- | --------------- | --------------- | --------------- | --------------- | --------------- |
| Джерело: Weatherbase    |                 |                 |                 |                 |                 |                 |                 |                 |                 |                 |                 |                 |                 |

## Історія
На початку XII ст. на території Браганси було збудовано Браганський замок. Він вперше згадується у документах під 1128 роком.
1187 року португальський король Саншу I надав Брагансі форал, яким визнав за поселенням статус містечка та муніципальні самоврядні права.
У 1535—1550 роках в місті було збудовано Церкву Івана Хрестителя, яка 1770 року була перетворена на Браганський катедральний собор. 2001 року єпископську катедру перенесли до Нового собору.

## Населення
| Кількість мешканців | Кількість мешканців | Кількість мешканців | Кількість мешканців | Кількість мешканців | Кількість мешканців | Кількість мешканців | Кількість мешканців | Кількість мешканців | Кількість мешканців | Кількість мешканців | Кількість мешканців | Кількість мешканців | Кількість мешканців | Кількість мешканців |
| ------------------- | ------------------- | ------------------- | ------------------- | ------------------- | ------------------- | ------------------- | ------------------- | ------------------- | ------------------- | ------------------- | ------------------- | ------------------- | ------------------- | ------------------- |
| 1864                | 1878                | 1890                | 1900                | 1911                | 1920                | 1930                | 1940                | 1950                | 1960                | 1970                | 1981                | 1991                | 2001                | 2011                |
| 9 069               | 8 906               | 8 768               | 9 069               | 9 341               | 8 037               | 8 789               | 9 963               | 10 204              | 9 672               | 7 701               | 7 925               | 6 734               | 5 963               | 5 104               |

## Парафія
- Алфайян
- Авеледа
- Бабе
- Басал
- Гондезенде
- Гоштей
- Гріжо-де-Парада
- Дейлан
- Донай
- Жімонде
- Зойю
- Ешпіньозела
- Ізеда
- Калвельє
- Каррагоза
- Карразеду
- Каштрелуш
- Каштру-де-Авеланш
- Кінтаніля
- Кінтела-де-Лампасаш
- Коельозу
- Маседу-ду-Мату
- Мейшеду
- Мілян
- Мош
- Ногейра
- Отейру
- Парада
- Парадіня-Нова
- Параміу
- Пінела
- Помбареш
- Рабал
- Ребордаїнюш
- Реборданш
- Ріу-Фріу
- Ріу-де-Онор
- Салсаш
- Саміл
- Санта-Комба-де-Россаш
- Санта-Марія
- Сан-Жуліан-де-Паласіуш
- Сан-Педру-де-Саррасенуш
- Се
- Сендаш
- Серапікуш
- Сортеш
- Фаїлде
- Франса

## Пам'ятки
- Браганський замок — середньовічний замок XII ст. Військовий музей.
- Старий Браганський собор — колишній катедральний собор і єзуїтський колегіум XVI ст., сучасна Церква святого Івана Хрестителя.
- Новий Браганський собор — сучасний катедральний собор, збудований 2001 року.
- Домус муніципаліс (ратуша) — важливий пам'ятник романської архітектури.